# Juan Bautista de Toledo
Juan Bautista de Toledo (Madrid, 1515 – Madrid, 10 maggio 1567) è stato un architetto spagnolo.

## Biografia
A Roma collaborò con Michelangelo Buonarroti per poi spostarsi a Napoli. Nel 1559 Filippo II di Spagna lo richiamò in patria per il progetto del Prado e dell'Escorial, che Juan Bautista da Toledo iniziò nel 1563.
Il suo più celebre e valente allievo fu Juan de Herrera.